# Pteronotus davyi
El murciélago de espalda desnuda (Pteronotus davyi) es un pequeño quiróptero o murciélago, que se encuentra en los bosques secos de Centroamérica, Sudamérica y Trinidad.

## Descripción
Su dorso es desnudo cubierto de piel marrón, excepto la parte superior, desde el punto donde se juntan las alas hasta la cabeza, área donde presenta pelaje castaño a anaranjado. La longitud de la cabeza con el cuerpo alcanza entre 4,2 y 5,5 cm; la cola mide 1,8 a 2,5 cm; el pie entre 0,9 y 1,1 cm; la longitud de la oreja de 1,5 a 1,8 cm y el antebrazo entre 4,3 y 4,9 cm. Pesa de 5 a 10 g.

## Forma de vida
Es un insectívoro aéreo que se alimenta especialmente escarabajos y polillas. Prefiere descansar en cuevas, a menudo con otras especies de murciélagos. Generalmente se reproduce en el bosque seco espinoso de hojas caducas. Su distribución está limitada por la disponibilidad de sitios de refugio. A menudo se alimenta en los espacios abiertos.

## Depredadores
Se ha observado que puede ser cazado por el ciempiés gigante Scolopendra gigantea, que lo captura en el aire clavándole sus tenazas en las alas y envenenándolo con el aguijón, para luego comerlo.

## Importancia sanitaria
Esta especie es considerada como vector biológico de la rabia.